# The Chronicles of Riddick: Escape from Butcher Bay
The Chronicles of Riddick: Escape from Butcher Bay är en förstapersonsskjutare och sneak 'em up-spel utvecklat av Starbreeze Studios och utgivet av Vivendi Games till Xbox och Microsoft Windows 2004. Det är ett filmlicensspel och en prequel till den futuristiska science fiction-filmen The Chronicles of Riddick. Skådespelaren Vin Diesel – som var involverad i spelets utveckling – repriserar sin roll som filmens huvudperson Richard B. Riddick.
Spelet handlar om Riddick, antihjälten i de två filmerna Pitch Black och The Chronicles of Riddick, när han försöker fly från ett hårt bevakat fängelse vid namn Butcher Bay. Designerna bakom Escape from Butcher Bay fokuserade på att utforska Riddicks karaktär i en fängelseflykt-handling i syfte att skilja spelet från filmen. Spelets influenser inkluderar filmen Flykten från Alcatraz och datorspel som Half-Life och Splinter Cell.
Escape from Butcher Bay fick positiva betyg av recensenter, och spelet fick beröm för dess grafik och implementering av smyg-, action- och äventyrselement. Men de vanligaste klagomålen riktades mot dess korthet och brist på flerspelarkomponenter. Spelet vann flera utmärkelser, bland annat en Golden Joystick Award för "Unsung Hero Game of the Year" och en Spike Video Game Award för bästa spel baserat på en film. En förbättrad remake av spelet, som ingår i The Chronicles of Riddick: Assault on Dark Athena, släpptes i april 2009.

## Spelupplägg
I Escape from Butcher Bay antar spelaren rollen som Richard B. Riddick som försöker att bryta sig ut ur fängelset Butcher Bay. Spelet innehåller element från datorspelsgenrer såsom förstapersonsskjutare, äventyr och sneak 'em up, och spelas främst från ett förstapersonsperspektiv, men växlar kameran till ett tredjepersonsperspektiv under vissa scener. Till skillnad från många förstapersonsskjutare innehåller inte spelet något head-up display, och ledtrådar är begränsade till glimtar när ett nytt vapen väljs ut, och små, vita rutor som visar spelarfigurens hälsa när denne tar skada. Hälsa kan fyllas på anvisade platser i hela spelet. Genom att hitta cigarettpaket gömda i spelets nivåer kan spelaren låsa upp konceptkonst och videofilmer.
Spelaren kan interagera med och ta emot uppdrag från fängelsets invånare, och får information, verktyg och andra belöningar genom att slutföra uppdrag. Våldsamma konflikter uppstår ofta mellan spelare, fångar och fångvaktare. Spelaren attackerar med Riddicks nävar, eller med improviserade vapen såsom knivar och knölpåkar. Kombinationer skapas genom att knyta samman slag. Ett DNA-scanningssäkerhetssystem förhindrar Riddick att använda skjutvapen i början av spelet, men en begränsad arsenal blir tillgängligt senare.
Ett "stealth mode" aktiveras när spelarfiguren hukar sig, vilket låter spelaren att förflytta sig ljudlöst och tona kanterna på skärmen blå när spelaren är gömd. Under stealth mode kan spelaren flytta kroppar utom synhåll och gömma sig från fiender. Spelläget ger attacker som snabbt kan döda fiender. Spelaren kan falla på fiender från ovan, eller avrätta dem bakifrån. Under spelets gång förvärvar Riddick sitt mörkerseende, vilket gör att han kan se i mörker men som tillfälligt bländar honom om han använder det i starkt upplysta områden.

## Synopsis

### Bakgrund
Escape from Butcher Bay utspelar sig i det futuristiska science fiction-universumet i Chronicles of Riddick-serien, och är en prequel till filmen Pitch Black. Spelet äger rum i Butcher Bay, ett fängelse i högsta säkerhetsklassen varifrån ingen fånge har rymt från. Anläggningen är konstruerad på en ofruktbar planet och innehåller tre alltmer bevakade områden, samt en underjordisk gruvdrift.
Spelets huvudperson är Richard B. Riddick (spelad av Vin Diesel), en mördare som nyligen blivit inspärrad i Butcher Bay. Riddick är en överlevare och strävar efter att bryta sig ut ur fängelset med alla till buds stående medel. Hans gripare är prisjägaren William J. Johns (Cole Hauser), och båda har haft tidigare möten. Butcher Bays fängelsedirektör är en man vid namn Hoxie (Dwight Schultz), medan Abbott (Xzibit) är en fångvaktare som är illa omtyckt av fångarna. Några av fångarna som Riddick stöter på i fängelset är Pope Joe (Willis Burks II), en galen gammal man som bor i avloppstunnlarna under fängelset; Jagger Valance (Ron Perlman), en välkänd fånge som vill fly med Riddick; Centurion (Michael Rooker), en fånge som arrangerar arenaslagsmål; samt gängledarna Rust (Steven Blum) och Cuellas (Tony Plana). Riddick får också kontakt med Shirah (Kristin Lehman), som tillhör den utomjordiska rasen "Furyans".

### Handling
Spelets inledande filmsekvens visar Riddick när han håller sig gömd innan öppningsscenen av filmen Chronicles of Riddick. Han jagar ett djur och efter att ha dödat det börjar en okroppslig röst att tala till honom och frågar hur han fick sina ögon. Han uppger att han fått dem från en "predikant" och detta får honom att komma ihåg sin tid på Butcher Bay. I en annan filmsekvens transporteras Riddick till Butcher Bay i utbyte mot en belöning. Han och prisjägaren William J. Johns har ett kort samtal där Riddick berättar för Johns att det inte finns något sätt han kommer få det pris som han vill ha. Riddick vaknar upp när de landar och väntar på fängelsedirektören framför Butcher Bay. Han smyger upp bakom Johns och bryter hans nacke och fortsätter att fly. Efter att han får tag på ett vapen går han genom ventilationskanalerna och flyr ut i öknen. Allt bleknar till vitt när Riddick hör Johns säga "Upp och hoppa, Riddick." Det visar sig att denna flykt bara var en dröm.
Riddick vaknar upp och Johns eskorterar honom från skeppet. Johns möter Hoxie för att förhandla om hans betalning, medan Abbott eskorterar Riddick till sin cell i säkerhetsområdet "single-max". Efter att han har blivit fiende med och dödat en gängledare vid namn Rust börjar Riddick att bekanta sig med anläggningen, och hetsar senare fram ett upplopp. Under förvirringen flyr han in i fängelsets avloppssystem. Beväpnad med ett hagelgevär och en döende ficklampa upptäcker Riddick att han inte är ensam i kloakerna. Han kämpar genom kloakerna mot muterade "invånare", och möter så småningom Pope Joe, och ger honom en försvunnen radio som Joe kallar en välsignad röstlåda. En kvinna vid namn Shirah berättar för Riddick att han "har varit blind alltför länge", och han får sin mörkerseendekraft vid namn "eyeshine". Efteråt anklagar han Pope Joe för att ha mixtrat med hans ögon, men Joe säger att han bara har behandlat Riddicks skadade arm. Riddick fortsätter sedan sin flykt, medan han använder sin eyeshine till sin fördel. Efter att Riddick klättrat upp från en manlucka i duschrummet i vakternas bostadsområde använder Riddick en vaktuniform för att smälta in när han tar sig till rymdhamnen och ser sin chans att fly. Han inser att han behöver en vakt för att gå igenom retinaskannern som låser dörrarna till rymdhamnen. Han beslutar sig för att gå efter Abbott och ta hans ögon. Han får tillgång till Abbotts lägenhet genom att berätta för Abbot om en leverans. En eldstrid startar och när Riddick är nära på att döda Abbott blir han stoppad av Johns.
Riddick blir fångad och överförs till säkerhetsområdet "double-max". Han vinner fångarnas förtroende genom att delta i en närstridsturnering, och dödar så småningom dess mästare, en vakt vid namn Bam. Detta leder till att han tas till ett rum där det inte finns någon övervakning och flera vakter väntar på att döda Riddick. Abbott går in i rummet, helt återställd, med ett basebollträ. Shirah återvänder till honom och säger till honom att raseriet från hela hans ras finns inom honom, och att han kan välja att släppa ut det. En energiexplosion vid namn "Rage of Furya" (Furyas raseri) dödar alla vakter omkring honom förutom Abbott, som får panik och angriper Riddick. Riddick dödar Abbott och fortsätter att hitta ett annat sätt att fly. Med hjälp av en hemlig ingång till en hiss infiltrerar han en gruvanläggning. Han möter en fånge med stort inflytande i området vid namn Jagger Valance, som vill fly med honom. Han bygger en bomb och planterar den i en gruvplats med en stor gasläcka. Riddick blir dock upptäckt och fångas av vakterna. Under hans överföring till en annan sektion får fängelset ett utbrott av varelser vid namn "Xeno" på grund av bomben som Riddick planterade i syfte att skapa förvirring, och som Riddick behövde för att kunna fly med Valance. Hans planer stoppas på nytt av Johns. Efter ett slagsmål blir Riddick och Johns skjutna av Valance (som bara tänkt skjuta Johns) och Valance dödas av vakterna. 
Riddick blir placerad i "triple-max", där fångarna hålls i kryogenisk sömn. De blir uppväckta dagligen för två minuters motion. Under denna tid upptäcker Riddick ett fel i systemet och flyr. Han kapar sedan en stor robot och kämpar sig igenom Butcher Bay för att ta sig till Hoxie. Johns blir trött på att förhandla med fängelsetjänstemännen och beslutar sig för att hjälpa Riddick att undkomma vakterna med hjälp av ett rymdskepp. Rymdskeppet blir nedskjuten och Riddick flyger den mot Hoxies kontor. Hoxie kallar på två robotvakter med osynlighetsförmågor och Riddick besegrar dem. När Hoxie kapitulerar får Riddick koderna till Hoxies skepp och Riddick och Johns flyr, förklädda till en vakt och en fånge. Två vakter går in i Hoxies kontor, där Hoxie har bundits till en stol och blivit påklädd med Riddicks tidigare klädsel. De misstar honom för Riddick och dödar honom. Riddick och Johns flyger till rymden i Hoxies skepp.

## Utveckling

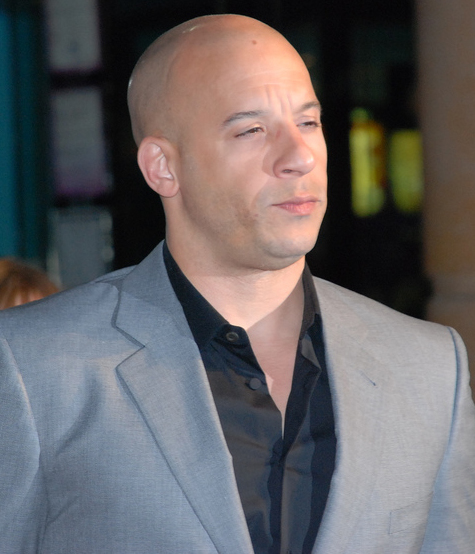
Skådespelaren Vin Diesel repriserade sin roll som Riddick i Escape From Butcher Bay, samt hjälpte till i spelets utveckling.

Escape from Butcher Bay utvecklades av den svenska spelutvecklaren Starbreeze Studios, och utgavs av Vivendi Games och Tigon Studios, grundat av Vin Diesel. Universal Studios Consumer Products Group beviljade Chronicles of Riddick-licensen till Vivendi Games; båda företagen ägdes av Vivendi Universal. Spelet tillkännagavs i mars 2004 som ett Xbox-spel. Cos Lazouras från Tigon Studios sade att "[Spelet] har en originell handling som ger en inblick i hur Riddick utvecklades till en sådan komplex karaktär".
I motsats till andra filmlicensspel, som ofta följer händelserna noggrant i deras källmaterial, fokuserade utvecklingslaget på att särskilja spelet från Chronicles of Riddick. De försökte utforska Riddicks karaktär i en fängelseflykt-handling och tog inspiration från filmer som Flykten från Alcatraz. Starbreeze inspirerades också av datorspel såsom Goldeneye 007 och Splinter Cell-serien. Den inledande sekvensen, där Riddick eskorteras till Butcher Bay, är en hyllning till Half-Life, och spelets närstridsmekanik inspirerades av Punch-Out!!. Starbreeze fokuserade enbart på att utveckla spelets enspelarläge, och inkluderade inte något flerspelarläge. Företaget ansåg att ett sådant läge skulle kräva ett designlag dubbelt så stort och ytterligare ett års utveckling.
Vin Diesel, huvudrollsinnehavaren från Chronicles of Riddick, gav sin röst och gestalt till Riddick. Han och regissören David Twohy bidrog också till spelets handling och figurdesign; spelets handling utvecklades i samband med den i filmen. Enligt filmskaparnas instruktioner gjorde designerna ursprunget av Riddicks "mörkerseende" vagt. Diesel erbjöd vägledning till spelets huvudförfattare under röstinspelningarna. Detta inkluderade dialogomskrivningar för att minska Riddick repliker, då Diesel ansåg att karaktären talade alltför ofta.
Starbreeze avsåg att Escape from Butcher Bay skulle presentera mer komplexa rollspelsystem, men återkopplingen från Diesel och speltestare avrådde dem. Starbreezes ledande producent Peter Wanat sade, "Vi försökte begränsa antalet riktigt hårda eller riktigt invecklade RPG-element, och det var ett val eftersom vi ville att spelet ska vara spelbart." Andra avlägsnade funktioner inkluderade en elektrisk tjurpiska till vakten Abbott, och en sista boss-strid som skulle pågå i 25 minuter. En Playstation 2-version som var under utveckling lades ner så att företaget kunde fokusera på Xbox-versionen.
Spelet använder normal mapping, vilket tillåter detaljerade texturer att ritas på modeller med lägre polygonantal; detta ökar de visuella detaljerna utan att offra högre bildhastigheter. Det presenterade också dynamisk belysning med per-pixel stencilskuggning och själv-skuggning.
Escape from Butcher Bay färdigställdes på 18 månader. Vin Diesel marknadsförde spelet och den medföljande filmen på datorspelsmässan Electronic Entertainment Expo (E3) i maj 2004. Spelet släpptes i Nordamerika den 1 juni 2004, strax innan Chronicles of Riddick, och i Europa den 13 augusti samma år. Nordamerikanska förhandsbokningar av spelet innehöll en DVD av PR-innehåll, såsom en delvis interaktiv spelguide och bilder från filmen. Spelets soundtrack, som komponerades av Gustaf Grefberg, släpptes av Vivendi som en gratis nedladdning den 24 juni 2004.
Till följd av rykten bekräftade Vivendi i juli 2004 att en Windows-portning av Escape from Butcher Bay var under utveckling, med titeln "The Chronicles of Riddick: Escape from Butcher Bay Directors Cut". Spelet har en högre skärmupplösning, ytterligare cigarettpaket och nya scener där Riddick stjäl mekaniserad upploppsrustning. Den innehåller utvecklarnas kommentarer som förklarar spelets tillblivelse och designbeslut. Spelet släpptes den 3 december i Europa och 8 december i Nordamerika.

### Nyversion
I maj 2007 meddelade Vivendi att Escape From Butcher höll på att omarbetas av Starbreeze till PC, Xbox 360 och Playstation 3. Spelet kallades för The Chronicles of Riddick: Assault on Dark Athena och Vivendi hänvisade till det som en "nyskapelse" av Escape from Butcher Bay; det skulle innehålla ett flerspelarläge och nytt enspelarinnehåll. Det planerades att Vivendis dotterbolag Sierra Entertainment skulle publicera spelet i slutet av 2007.
"Vi är mycket glada över att få arbeta i Riddick-universumet igen. Assault on Dark Athena ger oss

möjligheten att se över det ursprungliga spelet och få dela den med en ny publik, samt erbjuda en

fortsättning på Butcher Bays spelupplägg och berättelse."

―Ian Stevens, Starbreeze.
I december 2007 gick Activision och Vivendi Games samman till  att bli Activision Blizzard. Det nya bolaget meddelade att avsäga sina rättigheter i Assault on Dark Athena, Brütal Legend, Ghostbusters: The Video Game och andra från deras lista i juli 2008. Spelen sattes upp för försäljning till andra utgivare. I september 2008 bekräftade Starbreeze att spelet var fortfarande under utveckling, och att det närmade sig sitt slut. Följande månad rapporterades det att Atari betalade en fast avgift för publiceringsrättigheterna till Assault on Dark Athena och Ghostbusters: The Video Game. Atari bekräftade senare att de hade köpt båda spelen. Företaget uppgav också att de hade nått en överenskommelse med Universal Studios att utveckla fler Chronicles of Riddick-spel. Assault on Dark Athena släpptes i april 2009 i Nordamerika, Europa och Australien.

## Mottagande
| Mottagande               | Mottagande                                                  |
| Samlingsbetyg            | Samlingsbetyg                                               |
| Tjänst                   | Betyg                                                       |
| ------------------------ | ----------------------------------------------------------- |
| Gamerankings             | 90.95% (38 recensioner) (PC) 88.72% (81 recensioner) (Xbox) |
| Metacritic               | 90/100 (38 recensioner) (PC) 89/100 (84 recensioner) (Xbox) |
| Moby Games               | 89/100 (37 recensioner) (PC) 88/100 (37 recensioner) (Xbox) |
| Recensionsbetyg          |                                                             |
| Publikation              | Betyg                                                       |
| 1UP.com                  | A+ (PC) A (Xbox)                                            |
| Computer and Video Games | (PC) (Xbox)                                                 |
| Eurogamer                | [ 12 ] [ 18 ]                                               |
| Game Informer            | (Xbox) (PC)                                                 |
| Gamespot                 | [ 58 ] [ 7 ]                                                |
| Gamespy                  | [ 59 ] [ 16 ]                                               |
| Gamesradar               | (PC)                                                        |
| Gamereactor              | (Xbox) (PC)                                                 |
| Gamezone                 | [ 13 ] [ 63 ]                                               |
| IGN                      | (PC) (Xbox)                                                 |

Escape from Butcher Bay fick höga betyg från recensenter. Vissa recensenter föredrog spelet framför dess filmmotsvarighet, och ansåg att det var ett undantag från den allmänna medelmåttigheten med filmlicensspel. Xbox-versionen av spelet såldes i 159.000 exemplar i augusti 2004, och var bland de bästsäljande spelen på samtliga plattformar under juni 2004. Det återutgavs senare under banderollen "Platinum Hits". PC-versionen hade sålt 32 500 exemplar efter sex månader på marknaden.
Spelupplägget i Escape from Butcher Bay jämfördes med förstapersonsskjutare som Far Cry och Half-Life, och sneak 'em up-spel serier som Splinter Cell, Metal Gear och Thief. Recensenterna tyckte om spelelementens variation: Jeremy Zoss från Game Informer noterade att "varje aspekt av spelet är skickligt implementerat", och Greg Kasavin från Gamespot ansåg att spelet "effektivt och innovativt kombinerar utmärkta skjut-, närstrid-, smyg- och äventyrselement ". Även om spelet fick beröm för dess smygmekanik blev dess förstapersonsskjutarelement bemött med mindre entusiasm från vissa recensenter. Recensenterna applåderade kontrollschemat, såsom Xbox-versionens analogspaksstyrda närstrider. Implementeringen av Riddicks mörkerseende fick också beröm, men Computer and Video Games ansåg att det inte skiljde sig från bildförstärkare i andra förstapersonsskjutare, och sade att det "kunde ha utvecklats till så mycket mer."
Spelets grafik – i synnerhet Xbox-versionen – fick höga betyg, och jämfördes med grafiken i Doom 3 och Half-Life 2. Michael Lafferty från Gamezone sade att spelets grafik "[tar] genren till nästa nivå". Texturerna och belysningen citerades som dess höjdpunkter, bland annat på grund av speluppläggets roll med skuggor. Figurmodellerna och ansiktsanimationerna ansågs vara mycket realistiskt, i synnerhet till Riddick. Gamespot uppskattade utvecklarnas uppmärksamhet på grafiska detaljer; de noterade att färska kulhål lyser rött och ryker, men som så småningom svalnar och blir mörkare. Vissa recensenter klagade på grafiken, såsom "sömmarna" och "klippningen", och gav som exempel synligheten till spårljusammunition genom väggar. Skildringen av Butcher Bay ansågs som övertygande och Shawn Elliott från 1UP.com jämförde det med miljöerna i Alien-franchisen. Perry och Adams från IGN skrev att "Du kan nästan lukta den tjocka stanken i Butcher Bay och dess invånare från smutsen på väggarna, fångarnas smutsiga kläder och miljötexturer. Denna plats dryper med stil och skapar en verklighetskänsla där det är lätt att bli nedsänkt."
Ljudet i Escape from Butcher Bay fick mestadels positiva reaktioner, och recensenterna berömde dess röstskådespeleri; Vin Diesels och Cole Hausers framträdanden fick exceptionell respons. Vad gäller musiken konstaterade Jakub Wojnarowicz från Firingsquad att "Det är inte tillräckligt bra för att svepa iväg dig[,] men det är inte heller tillräckligt illa för att synas lång väg." IGN sade att "musiken är inte minnesvärd, men den är inte dålig". Herald Sun kallade röstskådespeleriet "Överraskande bra". Spelets längd blev dock kritiserat. Recensenterna konstaterade att det kunde slutföras på åtta till femton timmar, och IGN sade att "Om du anser cirka 12 timmars spelande vara kort, då är Riddick just det." Flera recensenter var missnöjda med spelets brist på flerspelarkomponenter; Computer and Video Games hänvisade till det som ett "missat tillfälle". Game Informer sade att "eftersom huvuduppdraget är kort [...] och det finns inget flerspelarläge så är det inte tonvis av spel för dina pengar."
Professor James Paul Gee, en datorspelsforskare, har använt Escape from Butcher Bay i sina studier. Han diskuterade förhållandet mellan Garrett från Thief och den namnlösa soldaten från Full Spectrum Warrior med karaktären Riddick, och säger att spelen "tillåter spelare att ta en projektiv ställning till (den virtuella) världen, men en ställning som är förankrad i kunskap, värderingar och sätt att se och vara i en autentisk yrkesmans, en 'expert's, värld."

### Utmärkelser
Båda versionerna av spelet fick "Editor’s Choice Awards" av IGN, Gamespot och Gamespy. PC-versionen var månadens PC-spel av IGN under december 2004. IGN rankade senare spelet på tolfte plats på deras lista över de 25 bästa Xbox-spelen genom tiderna. Game Informer placerade Escape from Butcher Bay på åttonde plats på deras lista över de 25 bästa Xbox-spelen genom tiderna. Escape from Butcher Bay nominerades till "Årets spel" av Gamespot 2004, men förlorade till World of Warcraft. Computer and Video Games kallade PC-versionen för det 98:e bästa PC-spelet genom tiderna. Billboards Digital Entertainment Conference nominerade Riddick som dess "Bästa karaktär i ett spel" och en Golden Joystick Award för "Unsung Hero Game of the Year". Gamesradar placerade Escape from Butcher Bay på deras lista "Topp 7 filmspel som inte suger", och sade att "Escape from Butcher Bay var en triumf på nästan varje nivå." År 2013 rankade IGN Escape from Butcher Bay som den 27:e bästa förstapersonsskjutaren genom tiderna.
| År   | Utmärkelse                                | Kategori                                                             | Översättning                                   | Resultat  | Not    |
| ---- | ----------------------------------------- | -------------------------------------------------------------------- | ---------------------------------------------- | --------- | ------ |
| 2004 | Golden Joystick Awards                    | Unsung Hero Game of the Year (Editors' Award)                        | Årets obesjungna hjältespel (Redaktörens pris) | Vann      | [ 91 ] |
| 2004 | Spike TV's Video Game Awards              | Best Game Based on a Movie                                           | Bästa spel baserat på en film                  | Vann      | [ 92 ] |
| 2004 | Spike TV's Video Game Awards              | Best Performance by a Human Male (Vin Diesel som Richard B. Riddick) | Bästa prestation av en mänsklig hane           | Nominerad | [ 93 ] |
| 2005 | 8th Annual Interactive Achievement Awards | Console First Person Action Game of the Year                         | Årets förstapersonsactionkonsolspel            | Nominerad | [ 94 ] |
| 2005 | 8th Annual Interactive Achievement Awards | Outstanding Character Performance - Male                             | Enastående manliga karaktärsprestation         | Nominerad | [ 94 ] |
| 2005 | 2nd British Academy Video Games Awards    | Action Game                                                          | Actionspel                                     | Nominerad | [ 95 ] |
| 2005 | 2nd British Academy Video Games Awards    | Xbox                                                                 | Xbox                                           | Nominerad | [ 96 ] |